# James Otis (homme politique)
Pour les articles homonymes, voir James Otis.
James Otis (né le 11 août 1826 à Boston, mort le 30 octobre 1875 à San Francisco) est un homme politique américain, maire de San Francisco de 1873 à 1875.

## Biographie
Né dans le Massachusetts, il se rend en Californie en 1849 et s'installe à San Francisco. En 1859 il est élu au Board of Supervisors, où il siège jusqu'en 1862. En 1873 il est élu maire de San Francisco, et meurt de maladie au cours de son mandat en octobre 1875.